# Anton Pausch
Anton Pausch (* 1938 bei Miskolc in Ungarn) ist ein ehemaliger deutscher CDU-Kommunalpolitiker. Er war von 1990 bis 1997 Bürgermeister und von 1997 bis 2001 Oberbürgermeister der Stadt Wurzen.

## Werdegang
Pausch erlernte nach dem Schulabschluss den Beruf des Maurers und qualifizierte sich später zum Eisenbahn-Ingenieur. Seit 1963 ist er in Wurzen zuhause – er arbeitete als Tiefbau-Ingenieur im Betriebsteil Wurzen des Baukombinates Leipzig.

## Kommunalpolitik in Wurzen
Pausch war vor der Friedlichen Revolution 1989–1990 bereits einige Jahre als CDU-Mitglied in der Stadtverordnetenversammlung und war dort für das städtische Bauwesen engagiert. Bei der wegen DDR-weiter Wahlfälschungen umstrittenen Kommunalwahl am 7. Mai 1989 kandidierte Pausch erneut für die Einheitsliste und blieb Vorsitzender der Wurzener Stadtverordnetenversammlung.
Ab 1. Juni 1990 fungierte er als Bürgermeister. 1994 stellte sich Pausch der neuen Direktwahl für das Wahlamt mit nunmehr siebenjähriger Amtszeit – er konnte die Stichwahl gegen den SPD-Kandidaten Peter Konheiser mit 50,9 Prozent für sich entscheiden und wurde bis 2001 als nunmehr direkt gewähltes Stadtoberhaupt bestätigt.
Die vom Sächsischen Landtag 1993 beschlossene Sächsische Gemeindeordnung bündelte das Amt des Bürgermeisters als Oberhaupt der Stadtverwaltung mit dem Amt des Vorsitzenden der zuvor noch als Stadtverordnetenversammlung bezeichnete Gemeindevertretung. Damit sollten die Macht der Bürgermeister gestärkt und Entscheidungsprozesse beschleunigt werden.
Nachdem Wurzen 1994 seinen Status als Kreisstadt verloren hatte, strebte die Stadtverwaltung mit Anton Pausch an der Spitze den Status als „Große Kreisstadt“ an. Dieses Ziel wurde am 1. April 1997 erreicht – und aus dem Bürgermeister wurde der Oberbürgermeister.
2001 verzichtete Pausch auf eine erneute Kandidatur. Die Bürger Wurzens wählten Jürgen Schmidt zum neuen Oberbürgermeister.